# Nebulosa del Sac de Carbó
La Nebulosa del Sac de Carbó (o simplement Sac de Carbó) és la nebulosa fosca més prominent en els cels, fàcilment visible a ull nu com un pedaç negre que retalla la vista austral de la Via Làctia. Sempre ha estat clarament visible a l'hemisferi sud i va ser descrit per Vicente Yáñez Pinzón el 1499. Es troba a una distància d'aproximadament 600 anys llum de la Terra, en la constel·lació de la Creu del Sud.